# Salsa martajada
La salsa martajada es una típica salsa de la gastronomía mexicana. Consiste en jitomates, chile, cebolla y ajo, que se asan en una parrilla o comal y tradicionalmente se machacan («martajan») en un molcajete. Los chiles varían según la receta: chile de árbol o chile serrano, aunque a veces también cascabel, guajillo, ancho o morita. En algunas recetas diferencian la salsa martajada roja de la verde, que se elabora con tomates verdes en vez de jitomates.
Esta salsa se suele servir sola como «botana» (aperitivo en México), en el mismo molcajete donde se martajó, acompañada de totopos. También suele acompañar platos de carne o unos huevos rancheros.

## Terminología
En el español mexicano «martajar» es la acción de quebrar o moler un alimento sin llegar a hacerlo puré por completo. Se suele martajar con el molcajete. De igual manera existe la masa martajada. En otros países de Latinoamérica también existe este verbo; en el español centroamericano, o en el andino, donde quiere decir «moler el maíz con una piedra». La acción de martajar está asociada al maíz, es decir, moler el maíz pero sin que quede muy fina la harina.
Por extensión, cuando se habla de «salsas martajadas» son todas aquellas salsas que se machacan a medias, que por lo general se prefieren más que las que están completamente licuadas, por su sabrosa textura en boca. Algunos ejemplos de salsas martajadas son: la salsa de guatomate (de Izúcar, Puebla), la salsa de guaje (de Jalisco), la salsa verde (en algunas recetas; no siempre), la salsa xojchile (de la Huasteca hidalguense) o la famosa salsa guacamole, en la que gusta que el aguacate no esté triturado por completo.